# Anna Molly
Singles de Incubus
Make a Move
(2005) Dig
(2007)
Anna Molly est un single du groupe américain Incubus, paru en tant que single principal de leur sixième album Light Grenades, qui sortira un mois plus tard. Sorti le 20 septembre 2006 sur le Sony Music Store, il en sera retiré pour des raisons inconnues. 
Il débuta à la 19e place du Modern Rock Tracks, avant d'atteindre la première place 10 semaines plus tard, et d'y rester pendant 5 semaines. Il culmina également à la 4e place du Mainstream Rock Tracks.
L'enregistrement de la chanson inclut une marxophone, sorte de cithare sans frette. 
Le titre, dont la consonance joue sur le mot anomaly, serait le nom de la jeune fille du clip promotionnel (jouée par Sasha Wexler), retrouvée inanimée par une promeneuse dans une clairière. Alors qu'elle est identifiée comme morte et emmenée dans une morgue, on comprend qu'elle n'est que paralysée lorsque l'on aperçoit son doigt bouger. Au moment où un médecin va réaliser son autopsie, une larme coule le long de son visage, toujours figé. À l'instant où la scie circulaire va entailler son front, la jeune fille s'anime enfin et saisit le poignet du légiste, qui laisse tomber l'instrument.  
Le morceau est disponible sur le jeu pour Nintendo DS, Guitar Hero: On Tour.

## Pistes

### Single
| No | Titre                             | Durée |
| -- | --------------------------------- | ----- |
| 1. | Anna Molly (version album)        | 3:46  |
| 2. | Anna Molly (live à Edgefest 2006) |       |
| 3. | Drive (live à Edgefest 2006)      |       |
| 4. | Love Hurts (version acoustique)   |       |